# 张培
张培（本名查蓓莉，1956年3月6日—2011年5月29日），上海人，知名广播主持人，主任播音员。
张培于1976年进入上海人民广播电台，开始从事新闻播音工作。1986年后转入文艺台，曾主持过《星期广播音乐会》、《星期戏曲广播会》、《知心话》等节目。1992年起加入新成立的上海东方广播电台，为初创人员之一。此后又主持过《半个月亮》、《常青树》等节目。
她还是全国主持人协会副会长，曾任上海市第八届政协委员，第九、十届政协常委。并获得过全国广播电视主持人金话筒奖、中国广播影视大奖等奖项。